# Nõva
Nõva era un municipio estonio perteneciente al condado de Lääne. En 2017 se fusionó con Lääne-Nigula.
A 1 de enero de 2016 tiene 357 habitantes en una superficie de 129,6 km².
Es un municipio completamente rural en el que no hay localidades importantes. La capital Nõva es una pequeña localidad rural de algo más de cien habitantes. El resto de la población del municipio se reparte en siete pequeñas localidades rurales: Hindaste, Nõmmemaa, Peraküla, Rannaküla, Tusari, Vaisi y Variku.
Se sitúa en el extremo nororiental del condado, en el límite con el condado de Harju.